# Tajny mudrogo rybolova
Tajny mudrogo rybolova (Тайны мудрого рыболова) è un film del 1957 diretto da Leonid Aleksandrovič Antonov.